# NGC 5838
NGC 5838 أو إن جي سي 5838 هي مجرة حلزونية ضمن كوكبة العذراء.